# Pinutí

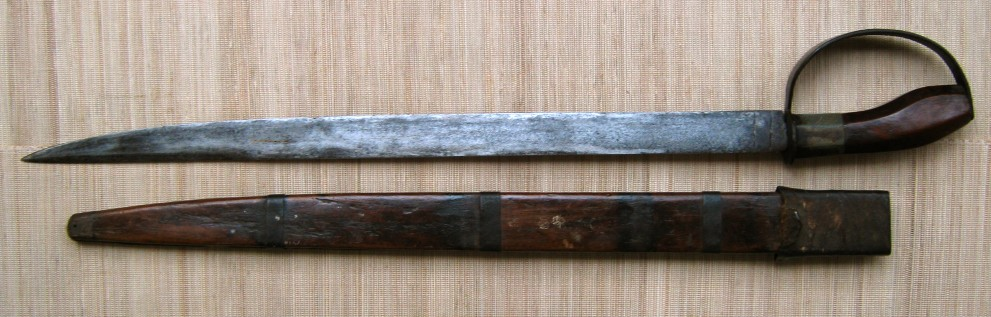
Un antiguo pinutí. La guarda en D es de hierro y la virola de latón. La longitud total es de 579 mm (22.8 pulgadas). La vaina está hecha de madera, con una garganta de cuero.

El Pinutí es una espada originaria de las Visayas, Filipinas. El arma fue pensada originalmente como un implemento agrícola. La empuñadura es normalmente hecha con madera de guayaba, que es ligera. La hoja tiene aproximadamente de 40 a 45 cm de largo.
Pinutí es una palabra en cebuano para "blanqueado". Como implemento agrícola, tomaría una pátina oscura debido al contacto con fluidos de plantas y animales. Cuando los granjeros afilaban sus espadas para el combate, la hoja se pulía limpia y blanca.